# Communauté de communes de Haute-Provence
La communauté de communes de Haute-Provence est une ancienne communauté de communes française, située dans le département des Alpes-de-Haute-Provence en région Provence-Alpes-Côte d'Azur.

## Historique
La communauté de communes est créée le 22 décembre 1992, se substituant au district de Haute-Provence créé en 1990 avec les communes de Mane, Dauphin et Saint-Michel-l'Observatoire.
Le projet de schéma départemental de coopération intercommunale (SDCI), présenté le 21 avril 2011, prévoyait le maintien de la structure intercommunale en l'état. Le pôle de Haute-Provence, coïncidant avec le territoire communautaire, est acté sans vote à la suite des réunions de la commission départementale de coopération intercommunale (CDCI) des 18 et 28 novembre 2011.
Elle a fusionné avec la communauté de communes du Pays de Banon pour former la « communauté de communes Haute-Provence Pays de Banon » au 1er janvier 2017.

## Territoire communautaire

### Géographie
La communauté de communes de Haute-Provence est située au sud-ouest du département des Alpes-de-Haute-Provence, dans l'arrondissement de Forcalquier, « entre la montagne de Lure et le Luberon ».

### Composition
La communauté de communes contenait les communes de Aubenas-les-Alpes, Dauphin, Mane, Montjustin, Reillanne, Saint-Martin-les-Eaux, Saint-Michel-l'Observatoire, Saint Maime et Villemus.

### Démographie
| 1968  | 1975  | 1982  | 1990  | 1999  | 2008  | 2013  |
| ----- | ----- | ----- | ----- | ----- | ----- | ----- |
| 2 491 | 2 634 | 3 243 | 4 133 | 4 528 | 5 148 | 5 416 |

## Administration

### Siège
La communauté de communes siégeait en mairie de Mane.

### Les élus
La communauté de communes est gérée par un conseil communautaire composé de 26 membres représentant chacune des communes membres et élus pour une durée de six ans.
Ils sont répartis comme suit :
| Nombre de délégués | Communes                                                       |
| ------------------ | -------------------------------------------------------------- |
| 7                  | Reillanne                                                      |
| 6                  | Mane                                                           |
| 5                  | Saint-Michel-l'Observatoire                                    |
| 4                  | Dauphin                                                        |
| 1                  | Aubenas-les-Alpes, Montjustin, Saint-Martin-les-Eaux, Villemus |

### Présidence
En 2014, le conseil communautaire a élu son président, Jacques Depieds (élu à Mane), et désigné ses sept vice-présidents qui sont : André Bouffier, Michèle Bertin, Pascal Depoisson, Claire Dufour, PierrePourcin, Brigitte Moya et Stéphane Delrieu.

### Compétences
L'intercommunalité exerce des compétences qui lui sont déléguées par les communes membres :
- développement économique (création, aménagement, entretien et gestion de zones d'activité économique, etc. : ateliers relais, et actions de développement économique) ;
- aménagement de l'espace (schémas de cohérence territoriale et de secteur, plans locaux d'urbanisme) ;
- environnement et cadre de vie (eau, assainissement collectif et non collectif, collecte et traitement des déchets ménagers et assimilés) ;
- logement et habitat (programme local de l'habitat) ;
- développement et aménagement social et culturel (construction ou aménagement, entretien, gestion d'équipements ou d'établissements culturels, socio-culturels, socio-éducatifs, activités culturelles ou socio-culturelles) ;
- création, aménagement et entretien de la voirie.

### Régime fiscal et budget
La communauté de communes applique la fiscalité additionnelle, avec fiscalité professionnelle de zone, mais sans fiscalité professionnelle sur les éoliennes.

## Projets et réalisations
- Économie : construction d'un hôtel d'entreprises dans le parc d'activités du Pitaugier, aménagement d'un bistro multiservices à Dauphin[Off 4].
- Services aux habitants : aménagement de centres de loisirs à Mane et Saint-Michel-l'Observatoire[Off 4].
- Environnement : dans le cadre du programme européen LIFE+, construction de la déchèterie intercommunale de Pitaugier ainsi que du bâtiment du personnel technique, réorganisation de la collecte des déchets[Off 4].
- Aménagements de villages : salle d'activités à Aubenas-les-Alpes, illumination de la citadelle de Mane, restauration de l'église de Villemus[Off 4].